# Aragona di Urgell
Gli Aragona di Urgell furono una famiglia nobile catalana, ramo cadetto della dinastia reale di Casa d'Aragona. Possedettero i titoli di Conte di Urgell, Visconte di Àger, barone di Entenza e Antillón.

## Storia
La Contea d'Urgell pervenne in Casa d'Aragona attraverso il matrimonio avvenuto nel 1314 tra la nobildonna Teresa di Entenza e l'infante Alfonso d'Aragona (1299-1334), figlio del re Giacomo II d'Aragona. Teresa era stata designata erede del feudo per testamento redatto l'anno prima dal prozio il conte Ermengaudo X di Urgell, ma solo a condizione che sposasse il principe aragonese.
Nel 1327, la Contessa Teresa morì, e il suo consorte, divenuto poco dopo Re della Corona d'Aragona, nel 1328 investì il figlio terzogenito Giacomo (1321-1347), dei titoli di Conte di Urgell, di Visconte di Àger e di barone di Entenza e Antillón, ereditati dalla madre. Poiché Giacomo al momento dell'investitura aveva solo 7 anni di età, fino a quando questi non sarebbe divenuto maggiorenne, il Re Alfonso nominò amministratore e governatore dei predetti feudi Ferrer Colom, canonico di Lérida e priore di Fraga. Il Conte di Urgell nel 1336 sposò la nobildonna Cecilia di Comminges, da cui ebbe i figli Pietro e Isabella.
Pietro II di Urgell (1340-1408), succeduto al padre il Conte Giacomo nei titoli e nei feudi nel 1347, affrontò il conte Matteo di Foix-Béarn, che nel 1396 aveva invaso il Regno d'Aragona, come pretendente al trono per diritto di matrimonio, in quanto marito di Giovanna d'Aragona, sorella del re Giovanni I d'Aragona, morto in quell'anno, e lo respinse, facendo fallire le ambizioni del Foix e della consorte. Ebbe due matrimoni, il primo con Beatrice di Cardona, figlia di Ugo Folco, conte di Cardona, da cui ebbe due figli, il secondo con Margherita del Monferrato, figlia di Giovanni, marchese del Monferrato, da cui ebbe sette figli.
Suo successore fu il terzogenito Giacomo, XXII conte di Urgell (1380-1433), governatore e luogotenente generale della Corona d'Aragona per nomina fattagli dal re Martino il Vecchio. Alla morte del Re Martino, nel 1410, fu uno dei cinque pretendenti alla successione al trono della Corona d'Aragona, in quanto la moglie Isabella d'Aragona era figlia del re Pietro il Cerimonioso. Al Compromesso di Caspe del 1412, fu designato quale Re della Corona d'Aragona il principe castigliano Ferdinando di Trastámara, ma il Conte di Urgell che non accettò tale designazione, mosse guerra al nuovo sovrano, dal quale venne sconfitto e imprigionato nel 1413. Processato e condannato, tutti i suoi beni, titoli e feudi gli furono confiscati.
Giacomo d'Aragona fu l'ultimo esponente maschile del suo casato del ramo dei Conti di Urgell, poiché nel 1422 gli era premorto l'unico figlio maschio, Filippo.

## Genealogia
|                       |                       |                        |                        |                                                               |                                                               |                                                                     |                                                                     |                                                                                             |                                                                                             |                         |                         |                       |                       |                                                      |                                                      |                                                          |                                                          |
|                       |                       |                        |                        |                                                               |                                                               |                                                                     | Giacomo, XX conte di Urgell (1321-1347) Cecilia di Comminges        |                                                                                             |                                                                                             |                         |                         |                       |                       |                                                      |                                                      |                                                          |                                                          |
|                       |                       |                        |                        |                                                               |                                                               |                                                                     |                                                                     |                                                                                             |                                                                                             |                         |                         |                       |                       |                                                      |                                                      |                                                          |                                                          |
|                       |                       |                        |                        |                                                               |                                                               |                                                                     |                                                                     |                                                                                             |                                                                                             |                         |                         |                       |                       |                                                      |                                                      |                                                          |                                                          |
|                       |                       |                        |                        |                                                               |                                                               | Isabella (1330-1400) Ugo Folco II di Cardona                        | Isabella (1330-1400) Ugo Folco II di Cardona                        | Pietro, XXI conte di Urgell (1340-1408) I Beatrice di Cardona, II Margherita del Monferrato | Pietro, XXI conte di Urgell (1340-1408) I Beatrice di Cardona, II Margherita del Monferrato |                         |                         |                       |                       |                                                      |                                                      |                                                          |                                                          |
|                       |                       |                        |                        |                                                               |                                                               |                                                                     |                                                                     |                                                                                             |                                                                                             |                         |                         |                       |                       |                                                      |                                                      |                                                          |                                                          |
|                       |                       |                        |                        |                                                               |                                                               |                                                                     |                                                                     |                                                                                             |                                                                                             |                         |                         |                       |                       |                                                      |                                                      |                                                          |                                                          |
| I Antonio († infante) | I Antonio († infante) | I Beatrice († infante) | I Beatrice († infante) | II Eleonora (1378-1430)                                       | II Eleonora (1378-1430)                                       | II Cecilia (1379-1460) Bernardo Cabrera, conte di Modica            | II Cecilia (1379-1460) Bernardo Cabrera, conte di Modica            | II Giacomo, XXII conte di Urgell (1380-1433) Isabella d'Aragona                             | II Giacomo, XXII conte di Urgell (1380-1433) Isabella d'Aragona                             | II Isabella (1381-1444) | II Isabella (1381-1444) | II Pietro (1390-1408) | II Pietro (1390-1408) | II Giovanni, barone d'Entenza e Antillón (1396-1410) | II Giovanni, barone d'Entenza e Antillón (1396-1410) | II Taddea Bernardo Ugo di Rocabertí, visconte di Cabrens | II Taddea Bernardo Ugo di Rocabertí, visconte di Cabrens |
|                       |                       |                        |                        |                                                               |                                                               |                                                                     |                                                                     |                                                                                             |                                                                                             |                         |                         |                       |                       |                                                      |                                                      |                                                          |                                                          |
|                       |                       |                        |                        |                                                               |                                                               |                                                                     |                                                                     |                                                                                             |                                                                                             |                         |                         |                       |                       |                                                      |                                                      |                                                          |                                                          |
|                       |                       |                        |                        | Isabella di Urgell (1409-1443) Pietro d'Aviz, duca di Coimbra | Isabella di Urgell (1409-1443) Pietro d'Aviz, duca di Coimbra | Eleonora (1414-1438) Raimondo del Balzo Orsini, principe di Salerno | Eleonora (1414-1438) Raimondo del Balzo Orsini, principe di Salerno | Giovanna (1415-1446) I Giovanni I di Foix, II Giovanni Raimondo Folch III de Cardona        | Giovanna (1415-1446) I Giovanni I di Foix, II Giovanni Raimondo Folch III de Cardona        | Filippo († 1422)        | Filippo († 1422)        | Caterina († 1424)     | Caterina († 1424)     |                                                      |                                                      |                                                          |                                                          |